# V302SH
V302SHはシャープが開発し、ソフトバンクモバイル（旧・ボーダフォン日本法人）が販売するPDC通信方式の携帯電話端末である。

## 特徴
本製品はボーダフォンのV3シリーズのPDC端末であり、現在販売されているソフトバンクモバイル端末の中で一番軽量である。
また、モバイルASV液晶を採用している為、非常に美しい液晶表示が可能である。
基本機能を簡単に使用することのできるシンプルモードも搭載している。
カラーバリエーションのうち「Ferrari Edition」は名前の通りフェラーリとのコラボレーションモデルとなる。

## 付属品・オプション
- 電池パック
- 急速充電器
- シガーライター充電器
- 室内用アンテナ
- マルチイヤホンマイク（ブラック）
- レザーサイドケース
- ハンズフリーキットB
- 車載ホルダー（可変タイプ）